# موئورئا
موئورئا (به تاهیتی: Moʻorea) (به فرانسوی: Moorea) جزیره‌ای مرتفع از مجموعه جزایر انجمن در پلی‌نزی فرانسه است که در جنوب اقیانوس آرام واقع شده‌است. جزیره موئورئا حاصل از فعالیت‌های آتشفشانی است. جزیره موئورئا در فاصله ۱۷ کیلومتری شمال‌غربی جزیره تاهیتی واقع شده‌است.
آرتور فرومر، نویسنده مشهور کتاب‌های راهنمای سفر، از جزیره موئورئا با عنوان «زیباترین جزیره دنیا» یاد کرده‌است.

## جمعیت
بر اساس سرشماری سازمان آمار فرانسه در سال ۲۰۰۷ میلادی، جمعیت جزیره موئورئا بالغ بر ۱۶٬۱۹۱ نفر بوده‌است.

## امکانات

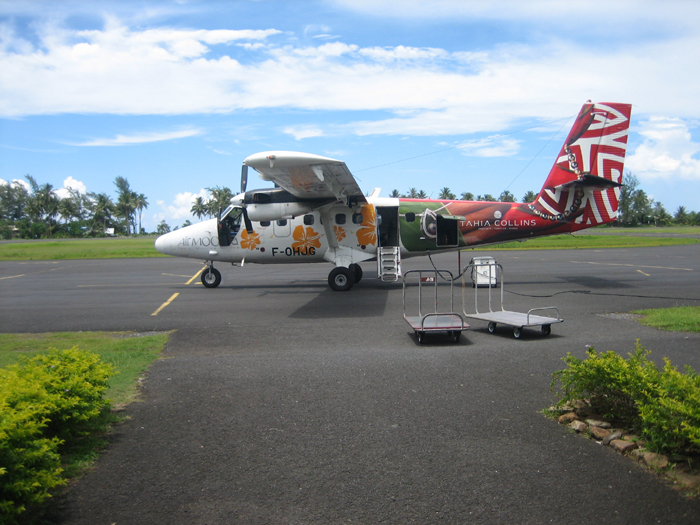
فرودگاه موئورئا

فرودگاه موئورئا در این جزیره قراره و در سال ۱۹۶۷ میلادی افتتاح شده.

## مراکز تحقیقاتی

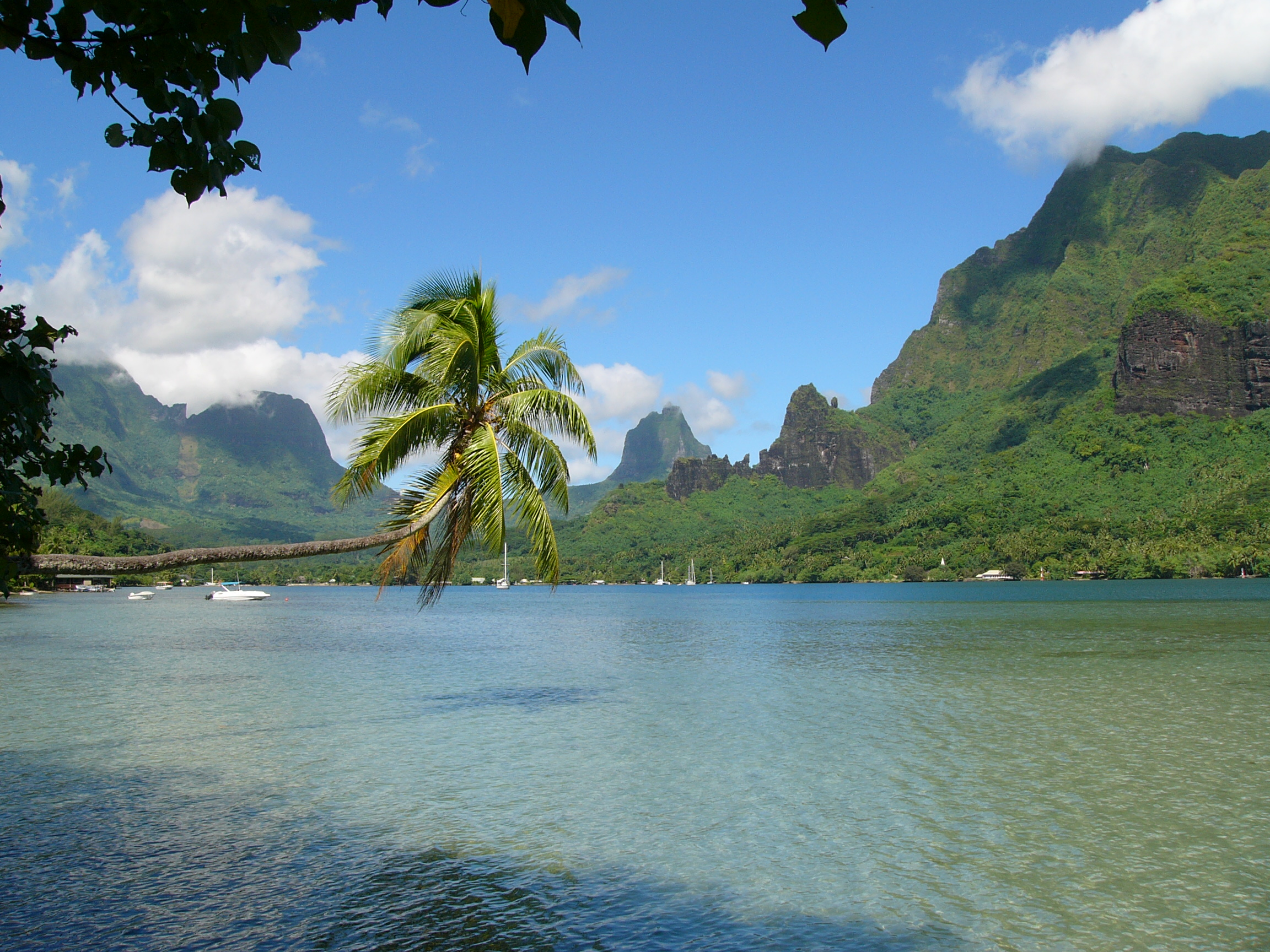
نمایی از خلیج کوک، در جزیره موئورئا. این خلیج به نام جیمز کوک، کاشف و دریانورد بریتانیایی نام‌گذاری شده‌است.

دانشگاه کالیفرنیا، برکلی، دارای ایستگاهی تحقیقاتی در جزیره است. هم‌چنین بنیاد ملی علوم آمریکا دارای ایستگاهی تحقیقاتی در زمینه صخره‌های مرجانی موئورئا است.
مرکز ملی پژوهش‌های علمی فرانسه و هم‌چنین بنیاد مطالعاتی مدرسه عملی پژوهش‌های عالی متعلق به دانشگاه پاریس نیز، دارای ایستگاه‌های تحقیقاتی در جزیره موئورئا هستند.

## جغرافیا

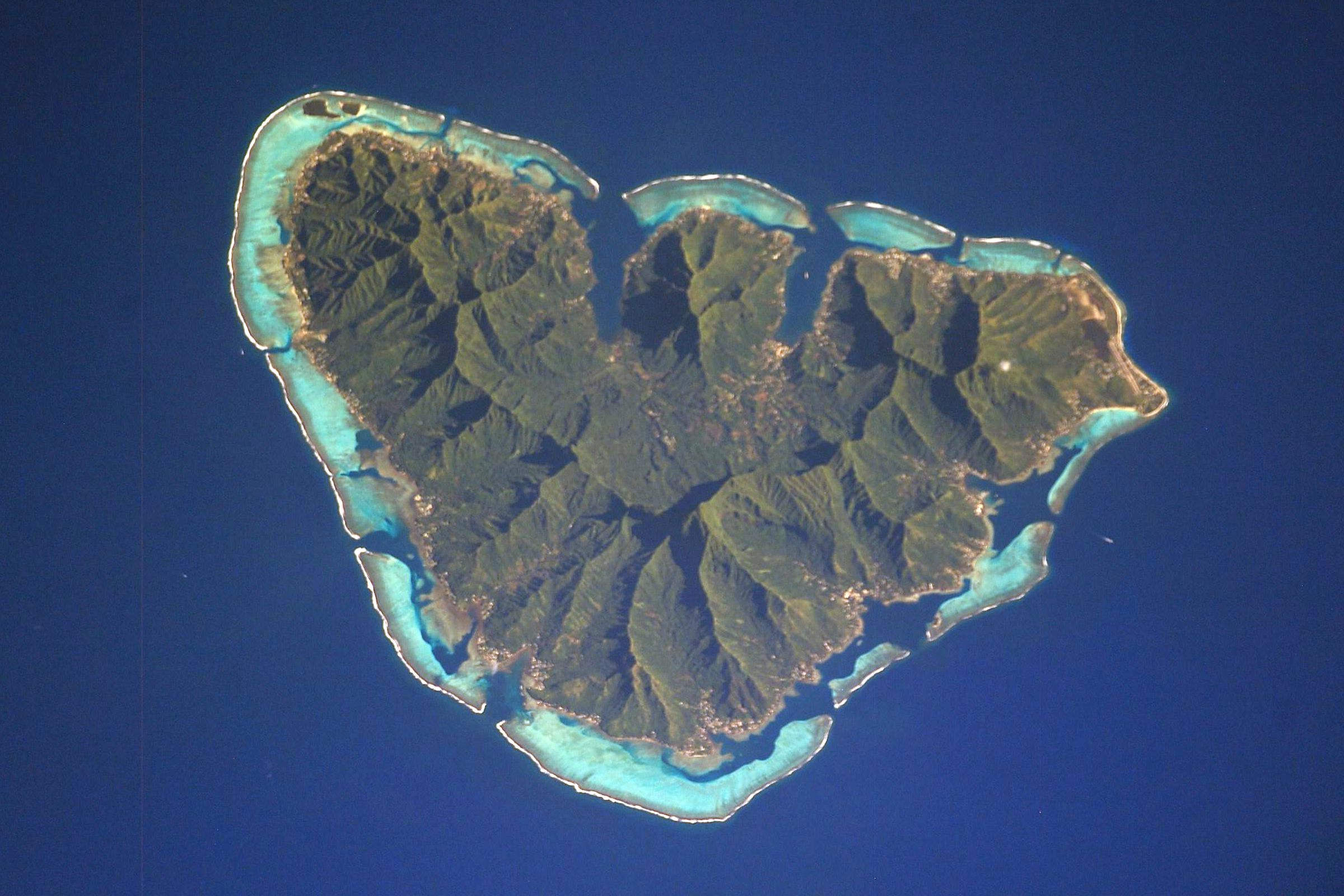
تصویری ماهواره‌ای از جزیره موئورئا. صخره‌های مرجانی دور تا دور جزیره را فراگرفته است و آکواریومی طبیعی برای آب‌زیان و انواع ماهی‌ها را تشکیل داده‌است.

جزیره موئورئا مساحتی در حدود ۱۳۴ کیلومتر مربع دارد.
مرتفع‌ترین مکان جزیره، کوه توهی‌وی (Tohivea) با ۱۲۰۷ متر ارتفاع است.